# Oz (serija)
Oz je jednosatna dramska serija od šest sezona američke televizijske kuće HBO. U SAD-u je emitirana od 1997. do 2003. godine; na HRT 2 je emitiranje počelo 7. veljače 2005. godine, a posljednja epizoda serije je prikazana 17. svibnja 2005. godine. 
Oz je skraćeni naziv za Oswald State Correctional Facility (Državnu kaznionicu 4. stupnja Oswald), strogi zatvor smješten negdje u SAD-u, vjerojatno na istočnoj obali. Većina radnje se odvija u tzv. Smaragdnom gradu (Emerald City, Em City), eksperimentalnoj zatvorskoj jedinici gdje se pokušava rehabilitirati zatvorenike. No, i Smaragdni grad je mjesto brojnih sukoba i zločina. Česti elementi serije su psovke, konzumiranje droge, nasilje, ubojstva, muška golotinja, homoseksualnost, silovanje, etnički i vjerski konflikti.
Oz zaobilazi bilo kakav lagan odgovor na podrijetlo nasilja i kriminala. Čak i najgori osuđenici pokazuju trenutke humanosti, dok s druge strane neki poprilično "normalni" zatvorenici počine grozna zvjerstva. Jedno od stajališta Oza je da zatvorenici ne mogu biti potpuno rehabilitirani, kada je pravni sustav korumpiran. Također realno prikazuje prava zatvorenika u zatvoru, za koje je naglo poraslo zanimanje tijekom 90-ih godina. Isto tako prikazuje glavne nedostatke smrtne kazne, kojoj podliježu mnogi zatvorenici.

## Stil
Većina epizoda je popraćena komentarima Augustusa Hilla, paraliziranog zatvorenika. U nadrealističkim ulomcima između scena on se obraća izravno gledateljima i daje općenite komentare vezane uz temu epizode ili prikazane scene. Također opisuje svakog zatvorenika, obično prije nekog događaja koji ima neke veze s njim ili odmah nakon njegovog ulaska u Oz. Govori nam ime, prezime, nadimak, kriminalno djelo koje je počinio i kaznu. Pri kraju pete sezone Hill umire, no nastavlja i dalje pratiti razvoj događaja, često s mrtvim glavnim likovima Oza.

## Likovi

### Pokrovitelji
Pošto je Smaragdni grad (Emerald city) eksperimetalni dio zatvora, odnosno mjesto gdje se zatvorenici pokušavaju rehabilitirati prije njihova puštanja na slobodu, ima neka drugačija pravila ponašanja i ograničavanja slobode od ostalih dijelova zatvora. Novim zatvorenicima pomažu pokrovitelji (zatvorenici koji su tu već duže vrijeme), da se prilagode na nova pravila. Zatvorenici su obično upareni sa sponzorima slične nacionalnosti, rase ili religije, da bi se mogli aklimatizirati uz pomoć nekog sa sličnim interesima i uvjerenjima.
| Zatvorenik                    | Pokrovitelj              |
| ----------------------------- | ------------------------ |
| Tobias Beecher                | Dino Ortolani            |
| Donald Groves                 | Bob Rebadow              |
| Paul Markstrom                | Jefferson Keane          |
| Kenny Wangler                 | Simon Adebisi            |
| Scott Ross                    | Mark Mack                |
| Ryan O'Reily                  | Vernon Schillinger       |
| Jackson Vahue                 | Augustus Hill            |
| Chris Keller                  | Tobias Beecher           |
| Raoul "El Cid" Hernandez      | Miguel Alvarez           |
| Jiggy Walker                  | Bob Rebadow              |
| Jaz Hoyt                      | Jim Burns                |
| Antonio Nappa                 | Chucky Pancamo           |
| Hamid Khan                    | Kareem Saïd              |
| Vincent                       | Simon Adebisi            |
| Carlo Ricardo                 | Raoul "El Cid" Hernandez |
| Andrew Schillinger            | Fred Wick                |
| Malcolm Coyle                 | Kenny Wangler            |
| Kevin "Supreme Allah" Ketchum | Kareem Saïd              |
| Desmond Mobay                 | Augustus Hill            |
| Ralph Galino                  | Chucky Pancamo           |
| Guillaume Tarrant             | Jaz Hoyt                 |
| Ronald Barlog                 | Tobias Beecher           |
| Adam Guenzel                  | Tobias Beecher           |
| Vlč. Daniel Meehan            | Ryan O'Reily             |

### Bande
Ima deset glavnih skupina zatvorenika u Ozu, i sve su podjeljene prema etničkom, vjerskom ili nekom drugom stajalištu. Zatvorenici su 78% manjina i rasni se problemi stalno stvaraju kroz seriju. Skupine su definirane na početku 2 sezone kada je Tim McManus obnovio Oz nakon pobune i podjelio zatvorenike po skupinama. Odlučio je da će u Ozu biti zastupljena svaka skupina s po četiri člana od svake kako nebi došlo do toga da jedna skupina prevlada. Takav oblik je narušen kada je Tim McManus smjenjen s mjesta upravitelja Smaragdnog grada i poslan u odjel B. Na njegovo mjesto došao je crnac Marin Querns koji je polako prebacivao bijelce u odjel B, dok je konstatno dovodio Crnce u Smaragdni grad. Upravitelj zatvora Leo Glynn, na to nije obazirao pozornost zato što je morao puno vremena posvečivati svojoj kandidaturi za viceguvernera. Nakon McManusovog povratka broj pojedinaca svake skupine ponovno se uravnotežio, iako nije poštovano pravilo od 4 zatvorenika iz svake skupine.
- Muslimani: Muslimani su skupina crnih zatvorenika koji se Kuranom služe kako bih poboljšali život i životne uvjete za crnce općenito. Protive se načelima rasizma, brutalnosti, homoseksualnosti, i posebice nepravdi u pravnom sustavu Amerike. Vođa je većinu vremena bio Kareem Said, musliman koji se borio protiv droge i homoseksualnosti. Većinom su se slagali sa svim bandama u Ozu, sve dok nije izbio rat između njih i Arijaca. Izbjegavaju kontakte s crncima posebno zbog njihove bliske povezanosti s drogom i dilanjem. Njihov vođa Kareem Said za razliku od drugih vođa izbjegava dokazivanje u fizičkoj jaćini i dilanju, nego se pokazuje kao najmudriji vođa u OZ-u.

- Crnci: Druga crnačka grupa. Ovi zatvorenici bore se oko preuzimanja najveće količine droge u Oz-u. Imaju najviše vojnika od svih grupa, često imaju problema s vođama i disciplinom. Velika većina njihovih zatvorenika ne da samo prodaje drogu već je i uzima. Uglavnom su bile vođe Jefferson Keane, Simon Adebisi i Burr Redding. Plaše većinu zatvorenika, a uglavnom ulaze u sukob sa Sicilijancima i Latinosima.

- Arijci: Arijci, koje vodi Vernon Schillinger je skupina koja se bori za prevlast bjelaca. Mrze Crnce, Židove, Muslimane, Katolike, Kineze i svakoga tko nije čistokrvno bijel. Skupina su koja provodi sadizam u najvećoj mjeri, silujući i ubijajući zatvorenike. Kroz cijelu seriju ostaju udruženi s motociklistima.

- Motociklisti: Motociklisti su bijela banda koja voli dvije stvari - "Sise i tetovaže". Iako nisu izravno ukljućeni u dilanje, nekolicina od njih su teški korisnici. Također imaju najviše tetovaža u Oz-u. Glavni članovi su Scott Ross i Jaz Hoyt, koji su se povezali s Arijcima. Prvotni vođa motociklista, Scott Ross ubijen je za vrijeme pobune dok je ustrelio Tima McManusa.

- Sicilijanci: Sicilijanci su grupa talijanskih mafijaša kojima je glavni cilj preuzeti protok droge u Oz-u. Češto se sukobljavaju s Crncima. Prvi vođa bio je Nino Schibeta, kojeg su ubili Ryan O'Reily i Simon Adebisi ubili tako što su mu stavljali mljeveno staklo u hranu te izazvavši mu tako unutarnje krvarenje. Nasljedio ga je njegov sin Peter Schibeta kojeg je silovao Adebisi, nakon čega se psihički slomio. Talijane su onda vodili Antonio Nappa i Chucky Pancamo. Nappa umire kada ga zadavi jedan zatvorenik, na HIV pozitivnom odjelu, na kojega je otišao nakon što ga je Simon Adebisi zarazio virusom HIV-a. Također su grupa s najjačim vezama izvan Oz-a, naručivši nekoliko ubojstava.

- Latinosi: Hispanska banda u Oz-u, koja sama sebe naziva El Norte. Pretežito su dileri droge, a neki od njih i ovisnici. Većina ih je također Puerto Rikanskog podrijetla. Banda je posebno nemilosrdna, posebno pod vodstvom Raoula "El Cid" Hernandeza. Tijekom vladavine Enriqua Moralesa, imali su dogovor sa Sicilijancima o nadziranju droge u Oz-u. Tijekom serije, česti su unutrašnji sukobi između Miguela Alvareza i Carmena Guerre.

- Kršćani: Kršćani su definitivno najhumanija i najmanje agresivna "banda" u OZ-u. U prvoj sezoni se gotovo opće ne spominju, dok se u drugoj pojavljuje Jonathan Coushaine koji je vođa kršćana i predstavlja ih na redovitim sastancima vođa bandi s nadređenima. Nikada nije otkriveno što je Jonathan Coushaine napravio da je završio u zatvoru ali zna se da je jedno vrijeme radio kao profesor i zbog toga je, na nagovor Tima McManusa, podučavao zatvorenike koji nisu završili srednjoškolsko obrazovanje. Nakon druge sezone Coushaine nestaje bez obrazloženja. Kršćani ostaju uglavnom pozadinska banda sve do drugog dijela 4. sezone kada se pojavljuje pastor Jeremiah Cloutier, protestant osuđen zbog krađe milodara. Kao protestant, ne prihvaća katoličanstvo i otvoreno govori protiv njega, te konventira katoličke zatvorenike u ptotestante. Jedan od njih je i Timmy Kirk, irski zatvorenik koji je ogrešno shvatio misao koju mu je pokušao prenijeti Cloutier, te batinama pokušava "izbiti katolika" iz katoličkih zatvorenika. Nakon što ga Cloutier izbaci iz svoje bande zbog nedoličnog ponašanja, Kirk mu se želi osvetiti, te uz pomoć vođe motorista Jaza Hoyta i par njegovih prijatelja zarobi živoga Cloutiera iza zida u kuhinji. Dan, dva nakon toga dolazi do velike eksplozije plina u kuhinji i Cloutier začudo preživi, ali uz teške opekline, te se intenzivno liječi u zatvorskoj bolnici. Kirk, u strahu da Cloutier, kad se oporavi, ne progovori o tome tko ga je zarobio, nagovori Hoyta da ga ubije. Taj pokušaj ne uspije i istu večer se Cloutier priviđa Hoytu u ćeliji i govori mu da treba ubiti Kirka što ovaj i pokuša, ali mu ne uspije. Cloutier ubrzo nestaje, a kasnije je prikazano kako mu je truplo zarobljeno na istom mjestu kao i prije, u kuhinji, gdje su ga ponovno zarobili motoristi.

## Vanjske poveznice
- Službene stranice  Arhivirana inačica izvorne stranice od 30. kolovoza 2006. (Wayback Machine)
- Oz u internetskoj bazi filmova IMDb-a